# Bothropolys mroczkowskii
Bothropolys mroczkowskii är en mångfotingart som beskrevs av Matic 1974. Bothropolys mroczkowskii ingår i släktet Bothropolys och familjen stenkrypare. Inga underarter finns listade i Catalogue of Life.